# Сотников, Евгений Валерьевич
Евге́ний Вале́рьевич Со́тников (20 ноября 1980, Запорожье — 6 августа 2021) — украинский дзюдоист тяжёлой весовой категории. Участник летних Олимпийских игр в Пекине, бронзовый призёр чемпионата мира, серебряный и бронзовый призёр чемпионатов Европы, победитель многих турниров национального и международного значения, мастер спорта Украины международного класса. Cеребряный призёр мирового первенства по самбо. Осуждён на 15 лет лишения свободы за убийство.

## Биография

### Спортивные достижения
Евгений Сотников родился 20 ноября 1980 года в Запорожье. Активно заниматься дзюдо начал с раннего детства, проходил подготовку под руководством заслуженного тренера Украины Александра Воронина. Состоял в запорожском спортивном обществе «Украина».
Впервые заявил о себе в возрасте девятнадцати лет, когда одержал победу на молодёжном чемпионате мира по самбо. В 2001 году дебютировал на взрослых международных соревнованиях по дзюдо, в частности выступил на этапах Кубка мира в Варшаве и Париже, заняв в обоих случаях пятое место. Год спустя стал чемпионом мира среди студентов, выиграл бронзовую медаль на этапе Кубка мира в Будапеште.
Первого серьёзного успеха на международном уровне добился в сезоне 2003 года, когда попал в основной состав украинской национальной сборной и побывал на чемпионате мира в японской Осаке, откуда привёз награду бронзового достоинства, выигранную в тяжёлой весовой категории — единственное поражение потерпел здесь от титулованного японца Ясуюки Мунэты. Помимо этого, победил на этапах мирового кубка в Варшаве и Будапеште, получил бронзу на Суперкубке мира в Москве и на командном первенстве Европы в Лондоне. Сотников рассматривался как основной кандидат на участие в летних Олимпийских играх в Афинах, однако в начале 2004 года антидопинговая комиссия уличила его в употреблении марихуаны и отстранила от соревнований сроком на два года. В этом же году Сотников и его тренеры были лишены стипендий Президента Украины.
Во время дисквалификации Сотников активно выступал на турнирах по самбо, в 2005 году выступил на чемпионате мира в Астане, где стал серебряным призёром в зачёте тяжёлого веса — в финале уступил россиянину Мурату Хасанову.
По окончании срока дисквалификации в 2006 году Евгений Сотников вернулся в дзюдо, попал в число призёров на нескольких этапах мирового кубка, выиграл серебряную медаль на чемпионате Европы в сербском Нови-Саде — в абсолютной весовой категории поборол всех своих соперников кроме титулованного российского дзюдоиста Александра Михайлина. В следующем сезоне на европейском первенстве в Белграде занял в тяжёлом весе седьмое место.
В 2008 году в тяжёлом весе завоевал бронзовую медаль на чемпионате Европы в Лиссабоне и благодаря череде удачных выступлений удостоился права защищать честь страны на Олимпийских играх в Пекине. Тем не менее, на Олимпиаде в стартовом поединке проиграл бразильцу Жуану Шлиттлеру и не прошёл дальше.
Окончил Запорожский государственный университет. За выдающиеся спортивные достижения удостоен почётного звания «Мастер спорта Украины международного класса».

### Убийство
После неудачной пекинской Олимпиады в 2009 году Сотников одержал победу на чемпионате Украины в Харькове и сохранил за собой лидерство в тяжёлом дивизионе украинской национальной сборной, однако вскоре был арестован по подозрению в убийстве. 19 декабря, отдыхая в запорожском кафе «Диана», он выстрелом в голову убил 18-летнего подростка за то, что тот отказался распивать спиртные напитки в его компании. В конце 2010 года Апелляционный суд Запорожской области вынес Сотникову пожизненный приговор. Однако в 2011 году Сотников и его защитники подали кассационную жалобу в Высший специализированный суд, который её частично удовлетворил и сократил меру наказания до 15 лет лишения свободы.
Ранее Сотников уже неоднократно имел проблемы с законом. Так, в 2007 году он проходил как обвиняемый по уголовному делу о причинении тяжких телесных повреждений, после того как из охотничьего ружья прострелил ногу водителю такси. Ему тогда удалось договориться с потерпевшим, и статью переквалифицировали на более лёгкую. В 2008 году находился в розыске по подозрению в причинении тяжких телесных повреждений — в кафе во время распития спиртных напитков подрался с одним из посетителей и ранил его ножом, хотя следствие пришло к выводу, что в результате драки «потерпевший сам упал на свой нож».

### Смерть
6 августа 2021 года активистка Евромайдана Гайдэ Ризаева сообщила, что Сотников был убит в колонии, где отбывал наказание.